# سحر خليفة
سحر عدنان خليفة (وُلدت في نابلس عام 1941)، كاتبة وروائية فلسطينية. تزوجت في سن مبكرة زواجاً تقليدياً وانفصلت عن زوجها بعد 13عاماً. وأكملت دراستها الجامعية، وحصلت على شهادة الدكتوراة من جامعة أيوا في دراسات المرأة والأدب الأمريكي. أسلوبها في الكتابة يتسم بالشفافية والعمق والبساطة. عملت في مجال حقوق المرأة لأكثر من 30 سنة. كتبت حتى الآن 11 رواية. روايتها الأولى «لم نعد جواري لكم» (1974) أحدثت صدى بسبب دفاعها عن حرية المرأة، غير أن سحر لم تحظ بالاعتراف الأدبي إلا بعد صدور روايتها الثانية «الصبار» (1976). ترجمت معظم رواياتها إلى العبرية والفرنسية والألمانية والهولندية والإنجليزية والإيطالية والإسبانية والماليزية واليونانية والنرويجية والروسية.
نالت العديد من الجوائز العربية والعالمية أهمها: جائزة ألبرتو مورافيا للأدب المترجم للإيطالية، جائزة سيرفانتس للأدب المترجم للإسبانية، جائزة نجيب محفوظ عن روايتها صورة وأيقونة وعهد قديم، وجائزة سيمون دي بوفوار التي رفضتها لأسباب وطنية عام 2009.
أسلوبها الروائي حساس ومقتصد وشفاف؛ ورغم أنها تكتب بالعربية الفصيحة، فإن لها قدرة على استعارة العامية الفلسطينية وتعبيراتها الدارجة عندما يقتضي حال الحوار في الرواية.
روايتها حبي الأول تعتبر من أجمل رواياتها فهي تتحدث عن حب ملتهب يحاول الصمود في زمن الثورات...

## دراستها
ولدت في نابلس ودرست في مدرسة الخنساء وفي مدرسة خاصة في القدس ومدرسة راهبات الوردية في عمان. وحصلت على بكالوريوس في الأدب الإنجليزي من جامعة بير زيت. حصلت على درجة الماجستير في جامعة نورث كارولينا في تشابل هيل في الولايات المتحدة الأمريكية عام 1983. وحصلت على درجة الدكتوراه في الدراسات النسوية جامعة أيوافي أيوا سيتي في الولايات المتحدة الأمريكية، ودراسات نسوية لمدة ثلاثة أعوام.

## عملها
تتمتع الروائية والكاتبة والباحثة والناشطة النسوية سحر عدنان خليفة بحضور عربي وعالمي. عملت في جامعة بيرزيت مديرة للأنشطة الثقافية لثلاثة أعوام ومديرة لدائرة العلاقات العامة من 1976 - 1978 ورئيسة تحرير والمحررة المسؤولة عن مجلة «غدير» التي تصدرها الجامعة من 1974 - 1977. أسست وأدارت مدرسة الحنان النموذجية في نابلس (66 - 1969) ثم عملت مترجمة في سفارة نيجيريا في طرابلس - ليبيا 72-1973. عملت بعدها مترجمة في شركة شمال أفريقيا للتأمين في طرابلس - ليبيا 1970-1972. أسست في عام 1988 مركز شؤون المرأة والأسرة بنابلس وما زالت تتولى إدارته، كما تتولى المنشورات التي يصدرها المركز. ومنذ العام 1997 تتولى تنفيذ إنتاج برنامج التثقيف التلفزيوني للمركز وأسست وأدارت مركز شؤون المرأة في غزة 1991-1994.
نشرت أول رواياتها (لم نعد جواري لكم) عام 1974 عن دار المعارف في القاهرة والآداب - بيروت وحولت إلى مسلسل إذاعي في (الشرق الأوسط) القاهرة. وإلى مسلسل تلفزيوني في القاهرة عام 1982. وصدرت روايتها الثانية (الصبار) عام 1976 عن أربع دور نشر في القدس ودمشق وبيروت. وترجمت إلى اللغات الفرنسية والألمانية والإنجليزية والهولندية والإندونسية والإسبانية والإيطالية والعبرية. وصدرت روايتها الثالثة (عباد الشمس) عام 1980 عن أربع دور نشر في القدس ودمشق وبيروت. وترجمت إلى اللغات الفرنسية والألمانية والهولندية والإيطالية والإسبانية والعبرية.وصدرت روايتها الرابعة (مذكرات امرأة غير واقعية) عام 1986 عن دار الآداب- بيروت وترجمت إلى اللغات الألمانية والهولندية والإيطالية والإسبانية. وصدرت روايتها الخامسة (باب الساحة) عن دار الآداب – بيروت وترجمت إلى اللغات الألمانية والهولندية والإيطالية والإسبانية. نشرت روايتها السادسة (الميراث) عام 1996 عن دار الآداب - بيروت وترجمت إلى اللغتين الفرنسية والألمانية. ألقت محاضرات في عدة بلدان أوروبية وعدد من الولايات الأمريكية.

## صورة القدس في رواياتها
صورة القدس في روايات سحر خليفة هي مزيج من الواقع والرمزية. تُظهر الكاتبة المدينة كموقع للصراع والقهر، لكنها في الوقت نفسه تُبرزها كرمز للصمود والأمل. تمكنت خليفة من تحويل القدس إلى شخصية حية في أعمالها، تعكس معاناة الفلسطينيين وآمالهم في الحرية. في روايتها "صورة وأيقونة وعهد قديم"، تُقدم القدس كرمز مركزي للصراع الفلسطيني، حيث تُمثل المدينة مكانًا تتقاطع فيه قضايا الأرض، الهوية، والمقاومة. ترسم الكاتبة صورة حية للقدس، تظهر فيها المدينة كمساحة للصمود في وجه الاحتلال الإسرائيلي، لكنها في الوقت ذاته مسرح للتناقضات بين أبعادها التاريخية والدينية وما تعانيه من تشويه بفعل الاحتلال. تصف القدس بأنها "أيقونة" تعبر عن الإيمان والصمود. فالأماكن المقدسة، مثل المسجد الأقصى وكنيسة القيامة، تُستخدم كرموز للتعايش بين الأديان، لكنها في ظل الاحتلال تعاني من المحاولات المستمرة لطمس هذا التعايش. تسلط الكاتبة الضوء على الحنين إلى قدس ما قبل الاحتلال، حيث كانت المدينة مركزًا للحياة الثقافية والتجارية، قبل أن تتحول بفعل الاحتلال إلى مكان مليء بالقيود والجدران والحواجز. فمثلا في رواية "صورة وأيقونة وعهد قديم"، تبرز سحر خليفة صورة القدس كمكان يختزل الصراع الفلسطيني برمته. المدينة ليست مجرد خلفية للأحداث، بل هي شخصية قائمة بذاتها، تُجسد الألم والهوية والمقاومة. تُستخدم القدس لتقديم نقد حاد للواقع السياسي والاجتماعي الذي يعيشه الفلسطينيون، وفي الوقت ذاته لتكريس فكرة أن المدينة، برمزيتها وأهميتها، ستظل جزءًا أصيلًا من القضية الفلسطينية.

## تيمة المرأة والوطن في رواياتها
في عملها الروائي تعبر سحر خليفة عن إيمانها العميق بأن وعي المرأة النسوي هو جزء لا يتجزأ من وعيها السياسي، وهي ترينا في رواياتها، وبأسلوب فني مقنع، أن نضال المرأة الفلسطينية والمحن التي تمر بها هي جزء من النضال السياسي الفلسطيني العام من أجل التحرير. المرأة في أعمال خليفة ليست مجرد شاهد على الأحداث، بل هي شريك فاعل في الكفاح ضد الاحتلال الإسرائيلي، ومواجهة التقاليد والقيود الاجتماعية التي تعيق حريتها. تتميز روايات سحر خليفة بتقديم صورة معقدة وعميقة للمرأة الفلسطينية، حيث تبرز شخصيات نسائية قوية وفاعلة في مواجهة التحديات السياسية والاجتماعية. في أعمالها، تُظهر خليفة النساء كمحور أساسي في المقاومة، ليس فقط ضد الاحتلال الإسرائيلي، ولكن أيضًا ضد القيود الاجتماعية التقليدية التي تفرضها المجتمعات الذكورية. في رواية "ربيع حار"، تتجسد صورة المرأة في شخصيات مثل أم سعاد، التي تعبر عن القوة والتحدي من خلال دورها كأم مكافحة تواجه الحصار والاستشهاد بفقدان أبنائها، لكنها تبقى رمزًا للصمود. كذلك، شخصية سعاد، التي تثبت شجاعتها أثناء الاجتياح، تمثل الجيل الجديد الذي يسعى للتمرد على الظلم والاضطهاد. سحر خليفة تُبرز أيضًا دور المرأة المثقفة والمنفتحة على العالم من خلال شخصية لورا الوشمي، التي تجمع بين التعاطف مع القضية الفلسطينية وانتمائها إلى طبقة برجوازية متعاونة مع الاحتلال. هذه التناقضات تعكس تعقيد واقع المرأة الفلسطينية، التي تعيش بين أدوار متعددة كأم، مقاتلة، وعاشقة، وفي بعض الأحيان كضحية.
وفي رواية "باب الساحة"، تقدم خليفة شخصية عالية التي تتمرد على العادات والتقاليد التي تفرضها البيئة الذكورية المحيطة بها. عالية تجسد المرأة التي تصر على أخذ زمام المبادرة في حياتها، سواء من خلال اختيار شريك حياتها أو من خلال انخراطها في النضال السياسي ضد الاحتلال. الرواية تُظهر كيف تواجه النساء معركة مزدوجة: مقاومة الاحتلال من جهة، وكسر القيود المجتمعية من جهة أخرى، لتكون عالية رمزًا للإرادة النسائية التي لا تُقهر
أما في رواية "صورة وأيقونة وعهد قديم"، تُبرز خليفة شخصية المرأة المثقفة التي تعيش صراعًا داخليًا بين ماضيها وحاضرها، وبين ارتباطها بقضيتها الوطنية وواقعها الشخصي، المرأة التي تمثل نموذجًا للمرأة الفلسطينية التي تسعى لإعادة تعريف ذاتها واستعادة هويتها في ظل واقع قاسٍ يفرض عليها التحديات باستمرار. الرواية تُظهر كيف أن النساء، حتى في أشد لحظات ضعفهن، يحملن قوة داخلية تمكنهن من تحدي الاحتلال والظلم الاجتماعي.

## رواياتها
1. (لم نعد جواري لكم) (1974).
2. (الصبار) (1976).
3. (عباد الشمس) (1980).
4. (مذكرات امرأة غير واقعية) (1986).
5. (باب الساحة) (1990).
6. (الميراث) (2002).
7. (صورة وأيقونة وعهد قديم) (2002).
8. (ربيع حار) (2004).
9. (أصلٌ وفصل) (2009).
10. (حبي الأول) (2010).
11. (أرضٌ وسماء) (2013).

## قيل عنها
- يقول الأديب نبيه القاسم: «ليلى علوش، وسميرة الخطيب، وسحر خليفة، وليلي كرنيك، مبدعات أضأن الوطن بإبداعاتهن المميّزة».[8]
- يقول الناقد والاكاديمي المصري د. مصطفى الضبع" سيفوتك الكثير إن اعتمدت أسلوب الفصل لا الوصل في قراءة أعمال الروائية سحر خليفة ، إن أنت قرأت أعمالها منفصلة كل عمل بوصفه نصا لا علاقة له بما قبله وما بعده من النصوص ، ستفوتك قراءة عالم تتعدد أبعاده وتتواشج تفاصيله منطلقا أو متوائما مع وحدة  الكون والارتباط بين تفاصيل الوجود الإنساني ...."[9]